# Hogna alticeps
Hogna alticeps är en spindelart som först beskrevs av Kroneberg 1875.  Hogna alticeps ingår i släktet Hogna och familjen vargspindlar. Inga underarter finns listade i Catalogue of Life.